# Franz Wiegele
Franz Wiegele, född 23 november 1965 i Villach i Kärnten, är en österrikisk tidigare backhoppare. Han representerade SV Achomitz.

## Karriär
Franz Wiegele debuterade internationellt i världscupen under tysk-österrikiska backhopparveckan (som ingår i världscupen) på hemmaplan i Bergiselbacken i Innsbruck 4 januari 1983. Han blev nummer 34 i sin första världscupdeltävling. Wiegele startade i junior-VM 1983 i Kuopio i Finland. Han lyckades vinna guldmedaljen i normalbacken i Puijo, före Ole Christian Eidhammer från Norge och hemmafavoriten Tuomo Ylipulli. 
Wiegele fick sina första världscuppoäng i öppningstävlingen i backhopparveckan i Schattenbergbacken i Oberstdorf i dåvarande Västtyskland 30 december 1983 då han blev nummer tolv. Han kom på pallen i världscuptävlingen i Holmenkollbacken i Oslo (Holmenkollrennet) 10 mars 1985. Han blev tvåa efter finländaren Matti Nykänen. Wiegele blev som bäst nummer 18 sammanlagt i världscupen, säsongen 1987/1988. Säsongen 1987/1988 var också han bästa i backhopparveckan. Han blev nummer 5 totalt. Från 1991 startade Wiegele även i kontinentalcupen. Efter tre år utan framgångar avslutade Franz Wiegele sin backhoppskarriär 1994.